# Barbara di Ndongo e Matamba
Barbara di Ndongo e Matamba, o Mukambu Mbandi o Kambu (... – 1666), è stata la regina del regno Ambundu di Ndongo e Matamba, situato nell'attuale Angola settentrionale, dal 1663 al 1666.

## Biografia
Era la sorella minore della famosa regina Anna I Nzinga, che unì i regni di Ndongo e Matamba. Sua sorella organizzò il suo matrimonio con il suo generale João Guterres Ngola Kanini e la nominò sua erede e successore designata. Mukambu fu presa prigioniera dai portoghesi e tenuta in ostaggio durante le trattative tra loro e sua sorella. Nel 1656, in relazione alla liberazione di Mukambu dalla custodia portoghese in cambio di centinaia di schiavi, Nzinga firmò un trattato di pace con i portoghesi e si riconvertì al cattolicesimo. Dopo la morte di Nzinga, Mukambu le successe sul trono. Lei e il suo sposo dovettero combattere Njinga Mona per il trono in una guerra civile che non finì fino a quando il loro figlio non salì al trono nel 1680.

## Discendenza
- Francesco I Guterres Ngola Kanini, re dal 1680 al 1681
- Veronica I di Ndongo e Matamba, regina dal 1681 al 1721